# Black Hole (Avonturenpark Hellendoorn)
Black Hole was van 1986 tot 1990 een overdekte achtbaan in het Overijsselse attractiepark Avonturenpark Hellendoorn. De attractie stond in een grote tent en was van het model Jet Star I van de Duitse attractiebouwer Anton Schwarzkopf. Dat zijn kermisachtbanen, dat wil zeggen dat de baan op een metalen frame staat dat los op de grond ligt. 

## Vervangers
In 1990 werd de attractie verwijderd en kwam er een permanent gebouw op die locatie, met daarin een andere kermisachtbaan; de Rioolrat. Het gebouw is deels ondergronds, waardoor de achtbaan die erin zit hoger is dan het gebouw doet lijken. Deze rioolrat, gebouwd door Zierer, stond al sinds 1975 in het Amerikaanse park Adventureland, en had daarvoor op Duitse kermissen rondgereisd. Ze werd in 1995 echter ook verkocht aan het Duitse Spielerei Rheda-Wiedenbrück.
Hellendoorn schafte een nieuwe, permanente Rioolrat aan bij de Nederlandse firma Vekoma, die gevraagd werden een Junior Coaster te ontwerpen die in het bestaande gebouw paste. Die is tot op heden in het park te vinden.
Of de Black Hole nog bestaat, is niet geweten. 
Afbeeldingen
 · Lijst van attracties